# Salvatore Gatti
Salvatore Gatti (Anagni, 13 agosto 1879 – Anzio, 13 agosto 1951) è stato un magistrato e politico italiano.

## Biografia
Laureato in legge a Genova, in Magistratura dal 1901, è stato aggiunto ai tribunali di Torino e Domodossola. Nel 1904 entra in carriera al Ministero di grazia e giustizia e ricopre gli incarichi di referendario al Consiglio di Stato, segretario capo della Commissione parlamentare per le ferrovie, vice alla direzione generale degli approvvigionamenti del ministero.
Il 22 aprile 1911 è iniziato in Massoneria nella Loggia Rienzi di Roma e il primo aprile 1912 diventa Maestro massone.
Dal 1919 è consigliere di stato, segretario generale della Commissione parlamentare d'inchiesta sulle terre liberate, presidente del comitato per le dispense dal servizio del personale dei ministeri dell'agricoltura, industria e commercio, del lavoro e della marina mercantile. Dal 1923 è membro del Consiglio superiore dei lavori pubblici e promuove la costituzione dell'Istituto di previdenza per i dipendenti degli enti locali.  Dal 1925, deputato da circa un anno, è commissario dell'Istituto nazionale delle assicurazioni, di cui assume in seguito la presidenza, e presidente di sezione del Consiglio di Stato.
Nel 1941, per due mesi, è ministro per gli Scambi e le Valute; nel 1943, durante il governo Badoglio I, viene richiamato all'ente di previdenza come commissario, dal quale viene allontanato dopo il rifiuto di aderire alla Repubblica sociale italiana e trasferirne la sede al nord. Senatore dal 1929, decade dalla carica con sentenza dell'Alta Corte di Giustizia per le Sanzioni contro il Fascismo del 6 giugno 1945.